# Lácacséke
Lácacséke é um município da Hungria, situado no condado de Borsod-Abaúj-Zemplén. Tem 16,25 km² de área e sua população em 2015 foi estimada em 311 habitantes.